# 918
El 918 (CMXVIII) fou un any comú començat en dijous del calendari julià.

## Esdeveniments
- Fundació de la dinastia Koryo a Corea.

## Necrològiques
- 6 de juliol: Guillem, duc d'Aquitània
- 23 de desembre: Conrad I, rei d'Alemanya.